# Josef Křepela
Josef Křepela (České Budějovice, 22 gennaio 1924 – Sliač, 1º aprile 1974) è stato un cestista cecoslovacco.

## Carriera
Cestista dello Slovan Bratislava, con la Cecoslovacchia ha vinto l'oro ai FIBA EuroBasket 1946. Ha inoltre disputato le Olimpiadi 1948 (8º posto).